# 마이나비
주식회사 마이나비(Mynavi Corporation)는 취업·이직·진학 정보 제공 및 인재 파견·인재 소개 등을 주요 업무로 하는 일본의 대형 인재·광고 기업이다.
또한, 같은 이름의 브랜드로 인재 정보 서비스 포털 사이트도 운영하고 있다.
1973년 ‘주식회사 마이니치 커뮤니케이션즈(Mainichi Communications Inc.)’로 설립되었으며, 2011년 10월 1일부터 현재의 사명으로 변경되었다.
마이나비는 원래 마이니치 신문사의 계열사로 설립되었으며, 현재도 본사가 마이니치신문사와 같은 ‘팔레스사이드 빌딩’에 위치하고 있고, 건강보험조합 등도 공유하고 있다. 이러한 이유로 일반적으로 마이니치신문사의 그룹사로 인식되는 경우가 많지만, 현재 마이니치신문사의 마이나비에 대한 지분율은 10% 미만으로 자본적인 연결은 매우 약해졌습니다. 마이니치신문사 측에서도 ‘그룹 회사’가 아니라 ‘우호 회사’로 분류하고 있다.
한편, 경쟁사인 아사히신문사도 소액 출자하고 있으며,
2015년 10월 마이나비 출판으로 분사된 출판 사업에 있어서는 마이니치신문에 게재된 연재 기사나 연재 소설의 단행본화는 2015년 4월 이후 새롭게 설립된 마이니치신문출판이 맡고 있고, 마이나비에서는 이루어지지 않았다. 다만, 구 마이니치 커뮤니케이션즈 시절에 발매된 닌텐도DS용 소프트웨어 『최강의 한자 드릴 5만문』에서는 마이니치신문사가 문제 출제에 협력하고 있다.
과거 마이니치 커뮤니케이션즈 시절에는 영문 약칭 ‘MYCOM(마이콤)’을 일반 명칭으로 사용하였으며, 많은 서비스 이름에 ‘마이니치’를 붙여 사용했다. 그러나 2007년 3월 CI를 도입하면서 가타카나 표기 ‘마이콤’으로 약칭을 변경하고, 자사 서비스 명칭도 순차적으로 ‘마이콤’ 또는 ‘마이나비’로 전환하였다.
현재의 사명은 주력 서비스인 취업 정보 사이트 ‘마이나비’에서 따온 것이며, 회사 로고는 마이나비의 m과 n을 형상화한 라인으로 인생의 ‘물결’을, 그 물결에 동행하는 점(dot)으로 그 ‘전환점’을 표현한 MN 마크를 채택하고 있다.
마이나비(Mynavi)는 주식회사 마이나비가 운영하는 인재 정보 서비스 포털 사이트이다.
‘마이나비’라는 브랜드명은, 이전에 마이니치 커뮤니케이션즈가 운영하던 다양한 인재 정보 관련 사이트를 통합한 새로운 서비스·브랜드로서, 2007년 1월 말에 발표되어 3월 6일부터 사용되기 시작했다.
이 명칭이 처음 사용된 것은 신입 대학생을 위한 취업 정보 사이트인 ‘마이니치 취업 내비(毎日就職ナビ)’의 약칭으로, 이후 인재 정보 서비스를 아우르는 공통 브랜드로 격상되어 사용되었다.
2011년 10월 1일에는 이 활기찬 브랜드명 ‘마이나비’를 사명으로 채택하여, 기업명을 마이니치 커뮤니케이션즈에서 ‘주식회사 마이나비’로 변경하였다.
마이나비의 다양한 포털 사이트들
기존에 운영하던 신입생 대상 사이트(예: 마이나비 20XX), 이직 희망자, 파견 희망자, 진학 희망자 등을 위한 서비스 외에도, 2007년 가을에는 아르바이트 희망자를 위한 사이트를 오픈하며 종합 인재 정보 사이트로서 계속 규모를 확장해왔다.
2012년에는 ‘마이나비 임대(賃貸)’, ‘마이나비 웨딩(ウエディング)’과 같은 인재 정보 외 분야의 사이트도 잇달아 오픈하며, 리쿠루트 그룹(리크루트, 스모 등)을 대표로 하는 경쟁 대기업 집단에 맞서는 의지를 강하게 드러내고 있다.
- 1973년 8월 15일: 주식회사 마이니치 커뮤니케이션즈 설립. 당초에는 신문·출판 외에 회화 및 미술품 수입·판매를 목적으로 설립됨.
- 1978년: 해외 유학을 목표로 하는 대학생의 유학 수속을 대행하는 ‘개인유학부문’ 발족. 일중 문화교류의 일환으로 서도(書道) 중국 방문단을 파견.
- 1981년 5월: 취업 정보지 『마이니치 취업 가이드』 창간.
- 1984년 1월: 『주간 쇼기』 창간.
- 1993년 4월: 『Mac Fan』 창간.
- 1993년 12월: 『PCfan』 창간.
- 1995년 12월: 인터넷을 통한 취업 정보 제공 서비스 「Career Space」(후의 『마이니치 취업 내비』, 현재의 『마이나비』) 개시.
- 1996년 7월: 게임 잡지 『The 64DREAM』 창간 (2001년 『닌텐도드림』으로 잡지명 변경).
- 2001년 12월 10일: 주식회사 MC프레스 설립.
- 2006년 10월 30일: 도쿄지도출판 주식회사를 자회사화.
- 2008년 8월 31일: MC프레스 해산.
- 2009년 3월 31일: 일본쇼기연맹 발행 출판물의 제작 및 판매를 발표.
- 2011년 10월 1일: 사명을 주식회사 마이나비로 변경. 같은 날 뉴스 사이트 「마이콤저널」과 「COBS ONLINE」을 통합해 「마이나비 뉴스」 오픈.
- 2012년 2월 1일: 완전 자회사 도쿄지도출판 주식회사를 흡수합병.
- 2012년 10월 1일: 완전 자회사 주식회사 마이나비 에이전트를 흡수합병.
- 2014년 4월: 주식회사 마이나비 하마마츠 흡수합병.
- 2014년 8월 1일: 주식회사 마이나비 시즈오카 흡수합병.
- 2015년 10월 1일: 출판 사업을 분사화하여 주식회사 마이나비 출판 설립.
- 2016년 2월 23일: 주식회사 마이나비 코리아(Mynavi KOREA) 설립.
- 2016년 6월 1일: 헬스케어 사업 및 장애인 고용 개발 부문을 분사화해 주식회사 마이나비 파트너즈 설립.
- 2016년: 일본쇼기연맹으로부터 제23회 오야마 야스하루 상 수상.
- 2017년 11월 1일: 아카사카 BLITZ 명명권을 취득, ‘마이나비 BLITZ 아카사카’로 변경.
- 2019년 1월: 냉동 도시락 배달 회사 Nosh에 출자, 이후 총 4회 출자.
- 2023년 11월 10일: SBI홀딩스와 자본·업무 제휴 체결.

- 주식회사 마이나비 출판: 2015년 10월 1일, 출판사업부를 분사하여 설립.
- 주식회사 마이나비 서포트: 발송 대행 등의 아웃소싱 회사. 구 마이니치 비즈니스 서포트.
- 주식회사 마이니치 옥션: 미술품 경매 회사. 2001년 10월, 마이니치 커뮤니케이션즈 미술사업부가 독립해 설립. 마이나비가 주주로 참여.
- 주식회사 마이니치 학술 포럼: 각종 학회의 업무를 수탁하는 회사. 2006년 11월 24일 설립.
- 주식회사 마이나비 파트너즈: 2016년 6월 1일, 헬스케어 사업 및 장애인 고용 개발 부문을 분사하여 설립.
- 일본 SHL: 영국 SHL 그룹과 라이선스 계약을 체결한 인재 평가 서비스 회사. 2007년 5월 지분 26.44%를 취득, 2011년 9월 말 기준 마이나비가 최대 주주(29.01%).
- Mynavi USA Corporation: 미국 뉴욕 현지 법인. 2011년 10월 1일, 마이니치 커뮤니케이션즈 USA에서 상호 변경.
- 매일협통(북경)자문유한공사: 중국 베이징 현지 법인.
- 북경매일협통인력자원유한공사: 중국 베이징 현지 법인.

- 주식회사 마이나비 코리아 (Mynavi KOREA Corporation): 한국 서울 현지 법인. 2016년 2월 26일, 한국무역협회와 업무협약 체결.

### 과거 그룹 기업
- 주식회사 MC프레스: 편의점 유해 도서 규제에 대응하기 위해 분리 독립한 출판사. 2008년 8월 해산.
- 도쿄지도출판 주식회사: 2006년 10월 주식 인수를 통해 자회사화. 2012년 2월 흡수합병.
- 주식회사 마이나비 에이전트: 종합 인재 파견업체. 2011년 10월 1일, 주식회사 마이니치 캐리어뱅크에서 사명 변경. 2012년 10월 흡수합병.
- 주식회사 마이니치 에듀케이션: 마이니치 커뮤니케이션즈 해외사업부의 유학 알선 사업을 양수한 회사로, 마이나비 그룹 기업은 아님.
- 주식회사 마이나비 하마마츠: 시즈오카 서부 지역에 특화된 인재 정보 회사. 2011년 12월 설립, 2014년 4월 흡수합병.
- 주식회사 마이나비 시즈오카: 시즈오카에 특화된 인재 정보 회사. 2003년 5월, 마이니치 커뮤니케이션즈 시즈오카 지사가 주식회사 MYCOM 시즈오카로 독립. 2011년 10월 1일 주식회사 마이콤 시즈오카로부터 사명 변경. 2014년 8월 흡수합병.

- 이시카와 료 – 전 마이나비 브랜드 공통
- 오오츠카 아이 – 마이나비 2010
- flumpool – 마이나비 2011
- 아리요시 히로이키 – 마이나비 2015, 2016
- 우치무라 테루요시 – 마이나비 2017
- 쿠로시마 유이나 – 마이나비 2018
- 스가 시카오 – 마이나비 전직
- 마에다 아츠코 – 마이나비 전직 (2013년 이미지 캐릭터)
- 이시하라 사토미 – 마이나비 전직 이미지 캐릭터 (2015년~)
- 아리무라 카스미, 야마자키 켄토 – 마이나비 아르바이트
- 하루 – 마이나비 간호사
- 이이토요 마리에 – 초대 마이나비 웨딩걸
- 카네시로 마나 – 2대 마이나비 웨딩걸
- 아라타 마켄유 – 마이나비 웨딩 캐릭터
- 요시카와 아이 – 3대 마이나비 웨딩걸
- AKB48 (타니구치 메구, 후쿠오카 세이나, 오구리 유이, 히와타시 유이, 쿠보 사토네) – 마이나비 임대
- 요시자와 료 – 마이나비 아르바이트
- 이나가키 케이타 – 마이나비 아르바이트
- 고토게 에이지 (바이킹) – 마이나비 아르바이트
- 나카노 타이가, 야마모토 마이카, 오카베 다이 (하나코) – 마이나비 전직
- 카자마 슌스케 – 마이나비 에이전트
- 키도 타이세이, 나카지마 세나 – 창업 50주년 이미지 캐릭터
- 안도 사쿠라 – 마이나비 스카우팅 (2024년 1월~)
- 이케마츠 소스케, 이치노세 와타루 – 마이나비 전직 (2024년 1월~)
- 기무라 타쿠야 – 마이나비 전직 (2025년 1월~)

- 쇼기 대회
  - 레이디스 오픈 토너먼트
  - 마이나비 여자 오픈
- 남자 프로 골프 투어
  - 마이나비 ABC 챔피언십 골프 토너먼트
- 일본 여자 프로 골프
  - 요시모토 히카루 – 소속 선수
- 프로 야구
  - 요코하마 DeNA 베이스타즈 – 2008년 유니폼 스폰서
  - 도쿄 야쿠르트 스왈로즈 – 2014년 기준 톱 스폰서. 메이지 진구 야구장 광고 게재
  - 2015년 센트럴 리그 클라이맥스 시리즈 – “2015 마이나비 센트럴 리그 클라이맥스 시리즈 파이널 스테이지” 협찬
  - 2018년 센트럴 리그 클라이맥스 시리즈 – “2018 마이나비 클라이맥스 시리즈 세 퍼스트 스테이지” 협찬
  - 마이나비 올스타 게임 – 2017년부터 타이틀 스폰서
- 프로 복싱
  - 무라타 료타 – 트렁크 스폰서
- 프로 비치발리볼
  - 사카구치 카호, 스즈키 유카코 – 소속 선수
  - 재팬 비치발리볼 투어 – 2016년 시작. 2019~2023년 “마이나비 재팬 비치발리볼 투어”로 전체 투어 협찬. 2024년 이후는 일부 지역 대회에 타이틀 스폰서
- 프로 축구
  - 로아소 구마모토 – 2017~2019년 유니폼 상단 광고
  - 베갈타 센다이 – 2021년부터 유니폼 바지 전면 광고
- 여자 축구
  - 마이나비 센다이 레이디스 – 이전 ‘베갈타 센다이 레이디스’에서 2017년부터 4년간 파트너 계약으로 명칭 변경. 2021년부터 완전 인수 후 현재 명칭으로 운영
  - 마이나비 THFA 도호쿠 여자 축구 리그 – 2023년부터 협찬
- 프로 농구
  - 지바 제츠 후나바시 – 2016–17 시즌부터 공식 파트너
  - 마이나비 Be a booster! B.LEAGUE 위클리 하이라이트 – BS11에서 방송되는 B.LEAGUE 정보 프로그램
- 육상
  - 후쿠오카 국제 마라톤 선수권 대회 – 2012년부터 2021년 종료 시까지 특별 협찬
- 사이클
  - 마이나비 투르 드 큐슈 – 2023년 시작
- 스케이트보드
  - 마이나비 일본 스케이트보드 선수권 대회
- 기타 문화 행사
  - 도쿄 걸즈 컬렉션 – 2017년부터 타이틀 파트너
  - 미확인 페스티벌 – 2019년 메인 서포터로 참가, “마이나비 미확인 페스티벌 2019” 개최
  - 이 사랑스러운 직업이여 – 마이나비 단독 제공의 학생 대상 취업 정보 프로그램